# Resolutie 341 Veiligheidsraad Verenigde Naties
Resolutie 341 van de Veiligheidsraad van de Verenigde Naties werd aangenomen op 27 oktober 1973. Dat gebeurde met veertien stemmen voor en één lid, namelijk China, dat niet deelnam aan deze stemming. De Veiligheidsraad besloot dat de UNEF II-vredesmacht zou worden opgericht voor een half jaar.

## Achtergrond
Na een oproep van de VN-Veiligheidsraad eindigde de Jom Kipoeroorlog na twee weken met een staakt-het-vuren. De VN stuurden ook waarnemers en er werd besloten een interventiemacht op te richten: UNEF II. In 1979 sloten Israël en Egypte een vredesverdrag en in 1982 trok Israël zich terug uit de Sinaï.

## Inhoud
De Veiligheidsraad keurde het rapport van secretaris-generaal Kurt Waldheim over de uitvoering van resolutie 340 goed. De Veiligheidsraad besloot verder dat de (interventie)macht in overeenstemming met dit rapport zou worden opgericht voor een periode van zes maanden, die daarna bij beslissing van de Veiligheidsraad kon worden verlengd.

## Verwante resoluties
- Resolutie 339 Veiligheidsraad Verenigde Naties
- Resolutie 340 Veiligheidsraad Verenigde Naties
- Resolutie 344 Veiligheidsraad Verenigde Naties
- Resolutie 346 Veiligheidsraad Verenigde Naties

Lijst ·  325 ·  326 ·  327 ·  328 ·  329 ·  330 ·  331 ·  332 ·  333 ·  334 ·  335 ·  336 ·  337 ·  338 ·  339 ·  340 ·  341 ·  342 ·  343 ·  344